# Поляна (Арзамасский район)
Поляна — сельский посёлок в Арзамасском районе Нижегородской области. Входит в состав Кирилловского сельсовета.

## География
Располагается рядом с Протопоповкой по трассе Р158.

## Население
| 2002 | 2010 |
| ---- | ---- |
| 10   | →10  |

## Инфраструктура
В посёлке есть озёра, река, окружён лесом. Дорога асфальтирована, много новых дачных домов.